# Furstbiskopsstiftet Fulda
Furstbiskopsstiftet Fulda var ett abbotstift och senare furstbiskopsstift i överrhenska kretsen i Tysk-romerska riket.
Det uppstod ur det genom Bonifatius
744 stiftade benediktinklostret, vars abbot i
senare hälften av 900-talet fick primaset över
alla kloster i Tyskland och Frankrike. Dess
klosterskola var Tysklands första lärdomsanstalt,
som på 800- och 900-talen räknade en mängd berömda lärare och hade ett stort
bibliotek.
Abbotstiftet föll 1631 i lantgreve
Wilhelm V av Hessen-Kassels händer och överlämnades
formligen (febr. 1632) av Gustaf II Adolf
till denne såsom furstendöme (Furst in Buchen). Men han förlorade det efter slaget vid Nördlingen. 1752 upphöjdes Fulda till biskopsstift,
och dess innehavare bar titeln furstbiskop. 1803
sekulariserades det och överlämnades såsom
furstendöme till huset Nassau-Oranien, men stod
1806-10 under fransk förvaltning och utgjorde
1810-13 en del av storhertigdömet Frankfurt
samt delades 1816 mellan Bayern och Kurhessen,
som fick större delen. 1866 införlivades
det jämte hela Kurhessen med Preussen. Det
nuvarande biskopsdömet Fulda rekonstituerades 1829.

## Källa
Den här artikeln är helt eller delvis baserad på material från Nordisk familjebok, Fulda, 1904–1926.